# Éditions Like
Pour les articles homonymes, voir Like.
Les éditions Like (Like Kustannus) sont un éditeur de livres fondé en 1987 en Finlande. 

## Présentation
Parmi les écrivains édités par Like, on peut citer Kyllikki Villa, Arno Kotro, Kauko Röyhkä, Kikka Laitinen, Jouni Hynynen, Sofi Oksanen, Ryszard Kapuściński, Noam Chomsky.